# Comtat de Khalkhal
El sharestan o comtat de Khalkhal és una divisió administrativa de l'ustan o província d'Ardabil a Iran, dividida al seu torn en quatre bakhshs o subdistrictes. El 1975 tenia uns 11000 habitants i la capital era a Harawabad o Herowabad, antigament anomenada Khalkhal. La majoria de la població actual és turcmana.